# Proclitus subsulcatus
Proclitus subsulcatus là một loài tò vò trong họ Ichneumonidae.